# Wyższa Szkoła Pedagogiczna w Szczecinie
Wyższa Szkoła Pedagogiczna w Szczecinie (WSP) – jedna z polskich uczelni pedagogicznych, utworzona w Szczecinie 1 października 1973 z przekształcenia istniejącej od 1968 Wyższej Szkoły Nauczycielskiej w samodzielną uczelnię, podległą bezpośrednio Ministerstwu Nauki, Szkolnictwa Wyższego i Techniki. Uchwałą Sejmu z 21 lipca 1984 z dniem 1 października 1985 weszła w skład powstającego Uniwersytetu Szczecińskiego.